# 朱裕壁
朱裕璧（1903年—1986年），號楚珍，湖北省宜都市人，醫學家，醫學教育學家，社會活動家，湖北醫學院(今武汉大学医学部)首任院長。
民國15年（1926年）畢業於上海同德醫學專門學校。民國18年（1929年）留學德國哥廷根大學醫學院，民國23年（1934年）被授予德國醫學博士學位，並被接納為德國外科學會會員。同年回國任中山大學醫學院外科副教授。民國25年（1936年）任北平協和醫學院外科研究員。民國26年（1937年）於中山大學醫學院任外科教授。
民國28年（1939年）於湖北省戰時省會恩施主持湖北醫學院的籌備工作，並擔任該院院長至1957年，1986年朱教授於湖北武昌逝世。

## 子女
- 朱宜莲（医学，长女），嫁杨钢
- 朱宜萱（遥感，次女），嫁测绘学家李德仁